# Chico City
Chico City foi um programa humorístico produzido pela Rede Globo e exibido entre 5 de janeiro de 1973 e 24 de abril de 1980, semanalmente, tendo como figura principal o humorista Chico Anysio. A direção e o responsável pela produção variaram a cada temporada.

## O programa
No início da história do programa, todos os quadros se passavam numa cidade do interior do Nordeste, a tal Chico City, aproveitando o sucesso da novela O bem amado, que fazia graça com personagens e sotaque daquela região do Brasil. O prefeito era o populista e corrupto Valfrido Canavieira. Seu pai, foi revelado depois, era o Professor Raimundo, que também teve lugar no programa com sua Escolinha. Um dos destaques era o velhote Seu Popó, que vivia implicando com seu companheiro Albamerindo (Jomba) e com suas enfermeiras. O jornal da cidade, que fazia oposição ao prefeito, era escrito por Setembrino, vulgo "Esquerdinha". Na rádio fazia sucesso o locutor Roberval Taylor. Nos comícios de Canavieira, se apresentavam o grupo Baiano e os Novos Caetanos (sátira de Caetano Veloso e os Novos Baianos). A música Vô Batê Pá Tu, de autoria de Orlandivo e Arnaud Rodrigues foi um megassucesso, inclusive na Europa. Um dos habitantes mais conhecidos da cidade era o famoso Pantaleão, o maior mentiroso do Brasil. Era casado com Terta (Suely May), chamada frequentemente por ele para confirmar as "histórias" do marido (pelo bordão "É mentira, Terta?") que sempre se passavam em 1927. O protegido do casal era o famoso Pedro Bó, adulto com postura de criança. Ele era interpretado pelo artista de circo Joe Lester, que era secretário do comediante Jararaca (da dupla Jararaca e Ratinho) que fazia parte do elenco do programa. Pedro Bó seria feito pelo comediante Agildo Ribeiro que, por algum motivo, não pôde interpretar o papel. Lester, que estava na gravação acompanhando Jararaca, por indicação de Chico Anysio, pegou o papel, que foi um dos maiores sucessos da época, fazendo muitos shows e gravando discos, sempre para o público infantil, chegando a estrelar o longa "Pedro Bó, o Caçador de Cangaceiros". O bordão "Não, Pedro Bó", foi um sucesso nacional, sendo inclusive o nome da seção da revista MAD, onde tinha "Respostas Cretinas para Perguntas Imbecis". O último quadro do programa era com o Veio Zuza, um preto-velho tradicional a quem os personagens iam se consultar sobre problemas diversos. Ele sempre respondia com um misto de ironia e bom senso. Neste quadro, o personagem Negritim, era interpretado pelo filho de Chico, Nizo Neto, também maquiado de negro. Chico protagonizava todos os quadros principais, mas havia alguns exclusivos de outros humoristas, como o "Beleza" (o conquistador da cidade), interpretado por Carlos Leite, e "Os Intelectuais", onde Bertoldo Brecha (o pretenso intelectual de botequim, que vivia travando "sábios" diálogos com um amigo (Martim Francisco), a quem se referia como "Caro colégua", e cujo nome é uma sátira ao dramaturgo e poeta alemão Bertolt Brecht), interpretado por Mário Tupinambá, que voltaria na Escolinha com o bordão "Veeeeeenha!"
Depois, a cidade cresceria, tornando-se uma metrópole, o que daria oportunidade para o surgimento de nova série de personagens, como o Coalhada (sátira de jogador de futebol em fim de carreira), Bozó (que tentava impressionar dizendo que trabalhava na Globo) e Tavares, um malandro alcoólatra, que casou com uma mulher feia e rica a qual chamava de Biscoito (Zezé Macedo).
Mas o destaque era mesmo Chico, que em cada programa de Chico City interpretava vários de seus mais de duzentos tipos: além dos citados, havia também o Coronel Limoeiro, o Professor Raimundo, Quem-Quem (três dos seus mais antigos tipos), Meinha, Mariano, Nazareno, Valentino, entre muitos outros.
Depois do fim do programa, Chico teria na Rede Globo outras atrações, como Chico Total (duas versões: uma mensal, no início dos anos 80, e outra semanal, em 96), Estados Anysios de Chico City, O Belo e as Feras, Escolinha do Professor Raymundo e o antológico Chico Anysio Show.

## Elenco
- Chico Anysio
- Cláudia Jimenez
- Lupe Gigliotti
- Walter D'Ávila
- Berta Loran
- Luís Delfino
- Sônia Mamede
- Antônio Carlos Pires
- Antero de Oliveira
- Rafael de Carvalho
- Lucio Mauro
- Arnaud Rodrigues
- Zé Trindade
- José Vasconcellos
- Elza Gomes
- Zezé Macedo
- Castrinho
- Rogério Cardoso
- Mário Tupinambá
- Nélia Paula
- Rony Cócegas
- Selma Lopes
- Dary Reis
- Iran Lima
- Alberto Perez
- Agnes Fontoura
- Eleonor Bruno
- Magalhães Graça
- Luiz Magnelli
- Wilson Grey
- Suely May
- Ema D'Ávila
- Fernando José
- Jorge Loredo
- Júnior Prata
- Felipe Carone
- Alcione Mazzeo
- Tião Macalé
- Domício Costa
- Glória Pires
- Nizo Neto
- Geraldo Alves
- Macedo Neto
- Suzy Arruda
- Augusto Olímpio
- Darcy de Souza
- Apolo Correia
- Eliezer Motta
- Alfredo Murphy
- Rose Rondelli
- Roberto Azevêdo
- Estelita Bell
- Nélson Caruso
- José de Arimathéa

## Exibição
Foi reprisado no Festival 25 Anos, em 1990.
Em 8 de setembro de 2016, o Viva passou a exibir todas as quintas às 21h15, com reprises às segundas.

## Equipe de produção
Diretores
- Mário Lucio Vaz - Supervisão de Augusto César Vannucci
- Carlos Manga
- Jardel Mello
- Maurício Sherman

Redatores
- Chico Anysio
- Arnaud Rodrigues
- Roberto Silveira
- Irvando Luiz
- Marcos Cesar
- Mário Tupinambá
- Gilberto Garcia
- Wilson Vaz
- Jomba

Produtores
- Jack Ades
- J. De Camillis
- José de Almeida

## Trilha Sonora
Foi lançado um long play em 1973 pela Som Livre com músicas da trilha sonora do programa, todas de autoria de Chico Anysio e Arnaud Rodrigues. Entre elas estava o tema de abertura "Isso É Muito Bom", cantado pela dupla Kris & Cristina.

#### Lista de faixas
| N.º | Título                     | Compositor(es)                | Artista(s)      | Duração |  |
| 1.  | "Isso é Muito Bom"         | Chico Anysio Arnaud Rodrigues | Kris & Cristina |         |  |
| 2.  | "Donzela"                  | Chico Anysio Arnaud Rodrigues | Evinha          |         |  |
| 3.  | "Dói Que Dói"              | Chico Anysio Arnaud Rodrigues | Kris & Cristina |         |  |
| 4.  | "Testamenteiro"            | Chico Anysio Arnaud Rodrigues | Eustáquio Sena  |         |  |
| 5.  | "Gavião"                   | Chico Anysio Arnaud Rodrigues | Trio Esperança  |         |  |
| 6.  | "Hino A Chico City"        | Chico Anysio Arnaud Rodrigues | Chico Anysio    |         |  |
| 7.  | "Maria Bahia"              | Chico Anysio Arnaud Rodrigues | Djalma Dias     |         |  |
| 8.  | "É Domingo É Domingo"      | Chico Anysio Arnaud Rodrigues | Kris & Cristina |         |  |
| 9.  | "Carêta"                   | Chico Anysio Arnaud Rodrigues | Betinho         |         |  |
| 10. | "Briga De Galo"            | Chico Anysio Arnaud Rodrigues | Golden Boys     |         |  |
| 11. | "Terra Milagreira"         | Chico Anysio Arnaud Rodrigues | Quarteto Uai    |         |  |
| 12. | "Velha História Do Sertão" | Chico Anysio Arnaud Rodrigues | Augusto César   |         |  |